# Yacine Hamadou
 (mai 2019).
Yacine Hamadou est un footballeur algérien né le 14 juin 1980 à Bordj Menaïel dans la wilaya de Boumerdès. Il évoluait au poste de milieu de terrain.

## Biographie
Yacine Hamadou évolue en première division algérienne avec les clubs de l'USM Alger, de l'USM Annaba, du MC Alger, et de l'ASO Chlef. Il dispute un total de 83 matchs en première division entre 2002 et 2010, inscrivant cinq buts.
Il participe avec l'équipe du MC Alger à la Coupe de la confédération en 2017 (deux matchs joués).

## Palmarès
- Champion d'Algérie en 2002 et 2003 avec l'USM Alger
- Vainqueur de la Coupe d'Algérie en 2006 et 2007 avec le MC Alger
- Champion d'Algérie de deuxième division en 2011 avec le CS Constantine
- Vainqueur du Groupe Ouest de troisième division en 2013 avec l'USMM Hadjout